# دانشگاه آلابامای غربی
دانشگاه آلابامای غربی (به انگلیسی: University of West Alabama) یک دانشگاه عمومی چهارساله می‌باشد که در «لیوینگستون» «آلاباما» قرار دارد و در مقاطع تحصیلی لیسانس و فوق لیسانس ارائه آموزش می‌دهد.
دانشگاه در سال 1835 با نام «آکادمی لیوینگستون» ویژه خانم‌ها و همچنین «کالج ایالتی تربیت معلم» اجازه تأسیس یافت و اولین دوره دانشجویان خود را در سال 1839 پذیرفت.

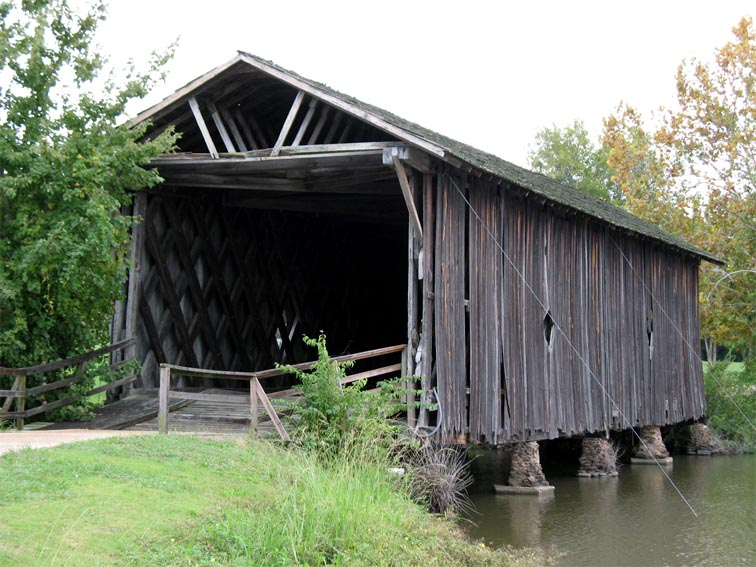
پل سرپوشیده دانشگاه